# خانه جمشیدی‌فر
خانه جمشیدی فر (بخردی) مربوط به دوره صفوی است و در اصفهان، محله قصر جمیلان، خیابان عبدالرزاق، خیابان سنبلستان واقع شده و این اثر در تاریخ ۱۰ خرداد ۱۳۸۲ با شمارهٔ ثبت ۹۰۸۸ به‌عنوان یکی از آثار ملی ایران به ثبت رسیده است.